# Cesvaines novads
Cesvaines novads was tussen 2009 en medio 2021 een gemeente in Vidzeme in het midden van Letland. 
De gemeente ontstond in 2009 bij een herindeling uit de landelijke gemeente Cesvaine.
Het aantal inwoners, dat in 2009 nog 3172 personen bedroeg, was in 2018 gedaald tot 2545. De bevolking bestond toen uit 91% Letten, 5% Russen en 1,5% Wit-Russen.
In juli 2021 ging Cesvaines novads, samen met de gemeenten Ērgļu novads en Lubānas novads en de bestaande gemeente Madonas novads, op in de nieuwe gemeente Madonas novads.

## Galerij

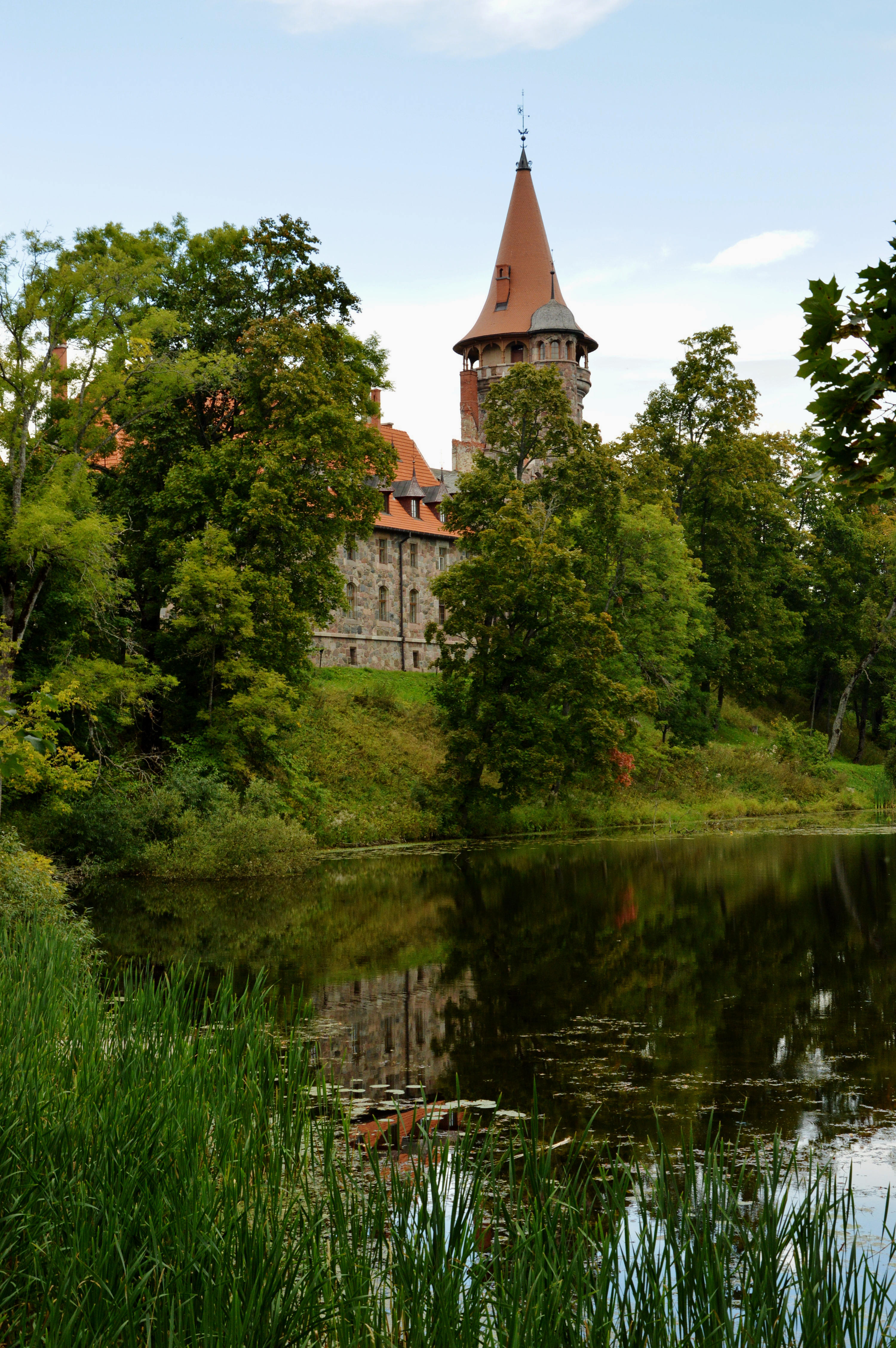
Paleis Cesvaine
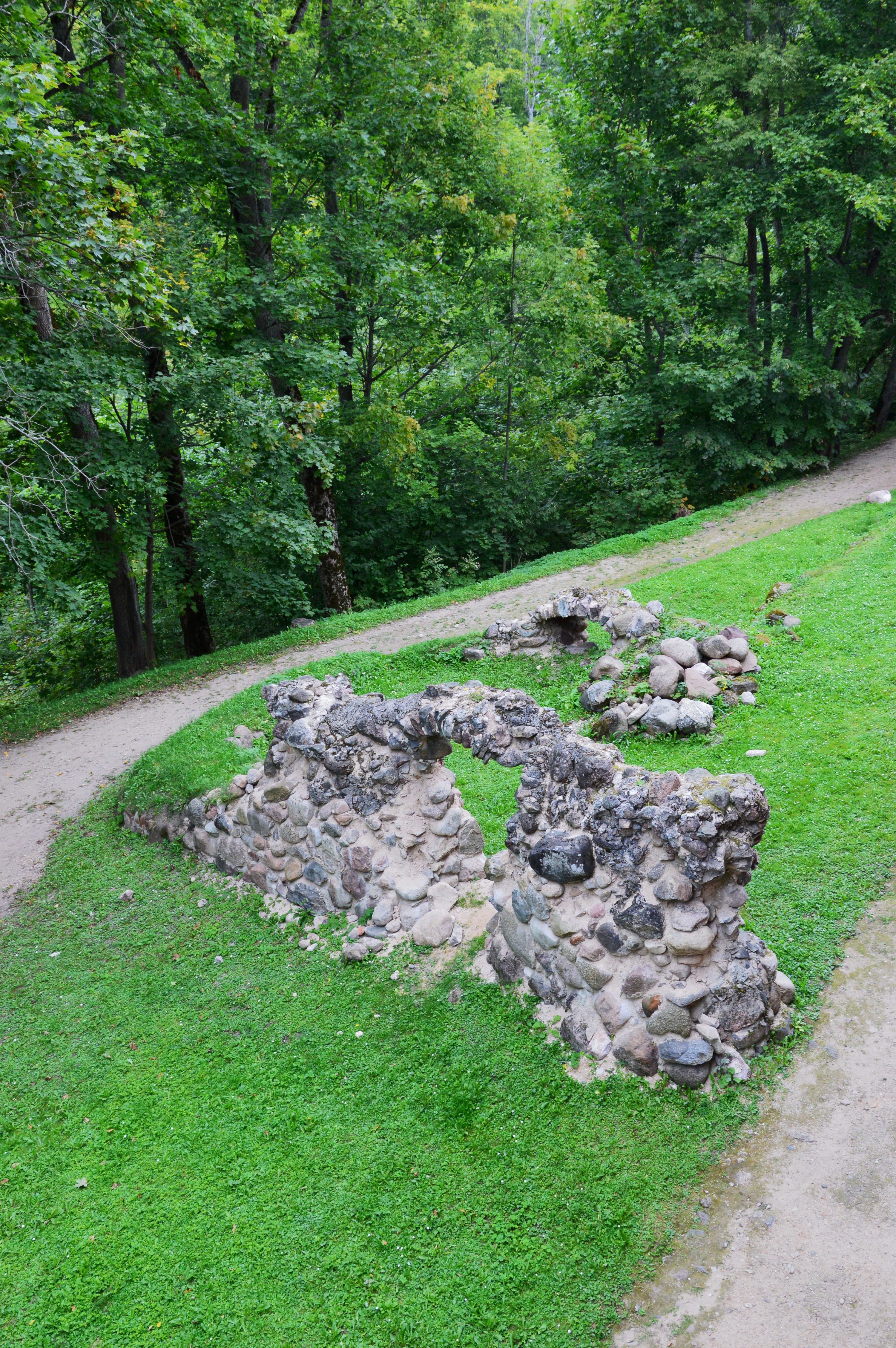
Kasteelruïne Cesvaine

## Geboren
- Jakob Michael Reinhold Lenz (1751-1792), Duits schrijver

Steden van de Republiek (republikas pilsētas):

Daugavpils · Jēkabpils · Jelgava · Jūrmala · Liepāja · Rēzekne · Riga · Valmiera · Ventspils

Gemeenten (novadi):

Aglona · Aizkraukle · Aizpute · Aknīste · Aloja · Alsunga · Alūksne · Amata · Ape · Auce · Ādaži · Babīte · Baldone · Baltinava · Balvi · Bauska · Beverīna · Brocēni · Burtnieki · Carnikava · Cēsis · Cesvaine · Cibla · Dagda · Daugavpils · Dobele · Dundaga · Durbe · Engure · Ērgļi · Garkalne · Grobiņa · Gulbene · Iecava · Ikšķile · Inčukalns · Ilūkste · Jaunjelgava · Jaunpiebalga · Jaunpils · Jēkabpils · Jelgava · Kandava · Kārsava · Kocēni · Koknese · Krāslava · Krimulda · Krustpils · Kuldīga · Ķegums · Ķekava · Lielvārde · Līgatne · Limbaži · Līvāni · Lubāna · Ludza · Madona · Mālpils · Mārupe · Mazsalaca · Mērsrags · Naukšēnu · Nereta · Nīca · Ogre · Olaine · Ozolnieki · Pārgauja · Pāvilosta · Pļaviņas · Preiļi · Priekule · Priekuļi · Rauna · Rēzekne · Riebiņi · Roja · Ropaži · Rucava · Rugāji · Rundāle · Rūjiena · Salacgrīva · Sala · Salaspils · Saldus · Saulkrasti · Sēja · Sigulda · Skrīveri · Skrunda · Smiltene · Stopiņi · Strenči · Talsi · Tērvete · Tukums · Vaiņode · Valka · Varakļāni · Vārkava · Vecpiebalga · Vecumnieki · Ventspils · Viesīte · Viļaka · Viļāni · Zilupe